# Arthonia molendoi
Arthonia molendoi är en lavart som först beskrevs av Heufl. ex Frauenf., och fick sitt nu gällande namn av R. Sant. Arthonia molendoi ingår i släktet Arthonia och familjen Arthoniaceae.  Arten är reproducerande i Sverige. Inga underarter finns listade i Catalogue of Life.